# عقيلة الهاشمي
عقيلة علي حسين الهاشمي، سياسية عراقية ولدت في النجف 1953م لعائلة نجفية محافظة. عمها هو السيد محمد رضا النوري النجفي معرب كتاب مفاتيح الجنان ويعد ذلك من بين أهم كتب الإمامية الإثني عشرية في فضل الدعاء والصلاة.
عقيلة خريجة حقوق من إحدى الجامعات العراقية وحاصلة على دكتوراه في الأدب الفرنسي من جامعة السوربون.
انضمت عقيلة للعمل في وزارة الخارجية العراقية عام 1979. ثم عملت في برنامج النفط مقابل الغذاء.
كانت عقيلة إحدى النساء الثلاثة فقط في مجلس الحكم العراقي عام 2003.
توفيت يوم 25 سبتمبر 2003 بعد خمسة أيام من إصابتها بجروح بليغة بعملية اغتيال أمام منزلها في بغداد.